# پول
پول در تعریف ابتدایی آن وسیله، شیء، یا چیزی‌ست که انسان‌ها برای تسهیل در تبادل خدمات و کالاها در راستای رفع نیازها و خواسته‌های خود از آن استفاده می‌کنند. به‌صورت کلّی هر چیزی می‌تواند به عنوان‌پول مورد استفاده قرار گیرد. در گذشته‌های دور، کالاها معمولاً به‌عنوان پول مورد استفاده قرار می‌گرفتند و در بسیاری کشورهای جهان طلا و نقره به‌عنوان پول رایج بودند. در حال حاضر تقریباً تمام پول مورد استفاده در تمامی کشورهای دنیا اصطلاحاً پول بی‌پشتوانه است که به پولی گفته می‌شود که دارای ارزش ذاتی نبوده و کنترل ارزش آن در اختیار حکومت است.
در بیش‌تر کشورهای دنیا پول در گردش دارای دو بخش پول مسکوک و پول بانکی است که پول بانکی اکثریت مقدار پول در گردش را تشکیل می‌دهد.

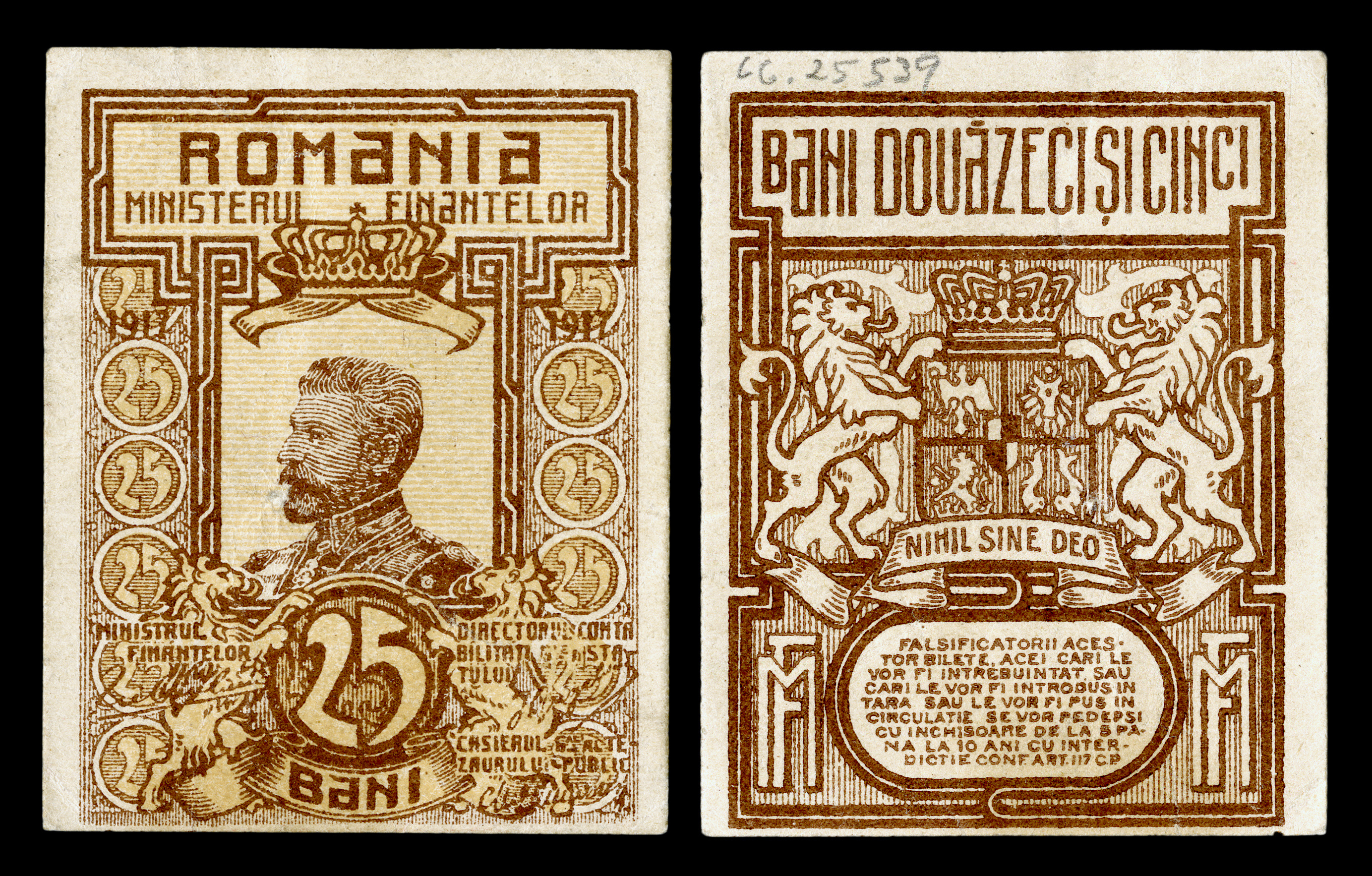
۲۵ بانی - (۳۹ × ۵۱ mm) پول خرد کشور رومانی معروف به سکه‌های کاغذی، موسوم به بانی چاپ شده در سال ۱۹۱۷ میلادی - چهره فردیناند اول رومانی پادشاه این کشور بر روی پول‌های خرد می‌باشد. هر لئوی رومانی برابر ۱۰۰ بانی است.

برای پول در حالت کلی می‌توان سه کارکرد متفاوت از هم برشمرد. در کارکرد اول پول وسیله مبادله است. یک کشاورز می‌تواند گندم خود را به یک مشتری بفروشد و از او پول بگیرد و همان پول را در ازای خرید میوه به باغ‌دار بدهد. در این میان، پول استفاده شده توسط هر دو طرف باید به رسمیت شناخته شود و آن را معتبر تلقی کنند. هم‌چنین استفاده از این وسیله مبادله نباید مستلزم صرف هزینه و وقت زیاد باشد.
کارکرد دوم پول، شمارندگی آن است. بدین منظور، پول کمیتی گسسته را به هر کالا یا خدمت نسبت می‌دهد و به کمک آن می‌توان دریافت ارزش یک کالا یا خدمت چقدر بیشتر از کالا و خدمتی دیگر است. لازمه این کارکرد، پوشایی واحد پول برای کالاها و خدمات متفاوت است.
در نهایت کارکرد سوم پول ذخیره‌سازی ارزش است؛ با کمک پول، یک تولیدکننده می‌تواند محصول تولیدی خود را بفروشد و پول حاصل از فروش آن را در آینده خرج کند؛ آینده‌ای که اگر می‌خواست تا آن زمان صبر کند، محصول از بین می‌رفت و دیگر ارزشی برای فروش نداشت. ذخیره‌سازی ارزش نیازمند ثبات نسبی ارزش پول در گذر زمان است. هرگونه نوسان (چه منفی و چه مثبت) این کارکرد را تحت شعاع قرار می‌دهد.
به‌طور مثال می‌توان کارکردهای پول را در سه مورد گفته شده با چند مثال بررسی کرد:
بلیط‌های سینما: قابلیت شمارش دارد. ظرفیت نقد شوندگی آن کم است و از وسیله‌هایی مثل بلیط برای پس‌انداز کردن نمی‌توان استفاده کرد.
مسکن و زمین: چون به سرعت قابلیت خرید و فروش ندارد پس ابزار مناسبی برای معامله نیست. قابلیت شمارش ندارد زیرا ارزش آن بسیار بالا است. (نسبت به خرید و فروش روزانه)
ارزهای دیجیتال: قابلیت ابزار معامله شدن را دارند و می‌توان به عنوان واحد شمارش و پس‌انداز استفاده کرد.
پول‌های سنتی فیزیکی این سه کارکرد را با کمک نظام سیاسی حاکم بر کشور تأمین می‌کنند؛ رژیم حاکم بر کشور تضمین می‌کند که به ازای پول چاپ شده، می‌توان وسایل مبادله دارای ارزش دیگر (همچون طلا و پول‌های رایج سایر نظام‌ها) را دریافت کرد.
مردم نیز به اعتبار رژیم سیاسی حاکم و تولید ناخالص داخلی، پول چاپ شده را برای مبادله معتبر می‌دانند. به تبع آن، هر چه از اعتبار و اقتدار رژیم سیاسی حاکم بر کشور نزد مردم کم شود یا تولید ناخالص داخلی پایین بیاید، به رسمیت شناخته شدن و معتبر دانستن پول نزد مردم کاهش می‌یابد و از کارایی پول به عنوان وسیله مبادله کم می‌شود.
به تمامی پول‌هایی که کارکرد آن توسط نظام سیاسی متمرکزی تضمین می‌شود، پول متمرکز یا پول سنتی می‌گویند؛ حال آن که دسته دیگری از پول‌ها وجود دارند که کنترل حجم و مبادلات آن توسط نهادی متمرکز صورت نمی‌گیرد و طبیعتاً کارکردهای آن توسط نظامی متمرکز تضمین نمی‌شود. دسته‌ای از این پول‌ها رمزی هستند که مشهورترین آن‌ها ارز رمزی موسوم به بیت‌کوین است.درواقع پول می‌تواند واحدهای اقتصادی مجزّا را یکپارچه ویا بالعکس یک واحد یکپارچهٔ اقتصادی را به چند قسمت متمایز تقسیم کند؛ مثلاً یک منطقهٔ اقتصادی کلان مثل خاورمیانه، توسّط پول کشورهای مختلف به مناطق اقتصادی جدا از هم تقسیم شدند.

## واژه‌شناسی
شاید پول یکی از وام‌واژگانِ یونانی در فارسی از ریشهٔ «اُبِلُس» (obelós) یا «اُبُلُس» (obolós) باشد. ظاهراً این واژه از زمان اشکانیان از یونانی گرفته شده‌است.
پولیس پولی بود که با مس ساخته می‌شد. بعضی‌از علمای لغت می‌گویند کلمه پولس در آغاز در فنیقیه وضع شد و از آنجا به کشورهای دیگر سرایت کرد و کلمه فلوس که هنوز در برخی از کشورهای خاور نزدیک و خاورمیانه مصطلح است همین پولس است و کلمه پول که در زبان فارسی امروزی متداول است از ریشه پولوس گرفته شده‌است و بر خلاف تصور بعضی از ریشه فولاد نیست.

## تاریخ پول

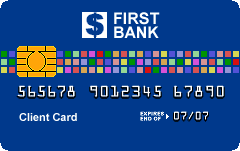
یک کارت بانکی نمونه

در جوامع اولیه معمولاً مبادله کالا به صورت مبادله پایاپای انجام می‌گردید. در چنین سیستمی معمولاً مقدار معینی از یک کالا با مقدار معینی از کالای دیگر به صورت پایاپای مبادله می‌گردید. این سیستم تنها در اجتماع‌های کوچک قابل استفاده است و با بزرگتر شدن جوامع انسانی نیاز به مبادله به وسیله پول شکل گرفت.
در قدیم معمولاً پول یکی از کالاهای موجود در آن جامعه بود. به‌طور مثال در زمان قدیم در خاورمیانه جو به عنوان پول مورد استفاده قرار می‌گرفت یا در قاره آمریکا صدف به عنوان پول استفاده می‌شد. به نوشته هرودت، مردم لیدیا اولین کسانی بودند که به استفاده از سکه نقره روی آوردند. با گسترش بانک‌ها استفاده از رسیدهای بانکی به عنوان پول گسترش گرفت. در بین قرن‌های ۱۷ تا ۱۹ میلادی در بیشتر کشورهای اروپایی استاندارد طلا مورد استفاده بود که در آن پول کاغذی دارای ارزش معین و ثابتی نسبت به طلا بود. بعد از جنگ جهانی دوم در کنفرانس برتون وودز بیشتر کشورهای دنیا به استفاده از پول فیات که به دلار آمریکا ثابت شده بود روی آوردند و دلار آمریکا تنها پولی بود که ارزش آن نسبت به طلا ثابت شده بود. در سال ۱۹۷۱ و در زمان ریچارد نیکسون آمریکا به صورت یکطرفه پیمان برتون وودز را لغو نمود و از این زمان به بعد تمامی پول مورد استفاده در دنیا تبدیل به پول فیات گردید.

## در اقتصاد
در مفهوم اقتصادی پول بسیار متفاوت از تعریف عمومی آن است. حجم پول آثار کاملاً بارزی در اقتصاد داشته و بر نرخ تورم، بهره، بیکاری و تولید تأثیرگذار است. در مفهوم اقتصادی پول واحدی برای اندازه‌گیری تولید اقتصادی و نیز واحدی برای ذخیره ارزش اقتصادی می‌باشد.
پول رایج باید ۵ ویژگی داشته باشد:
1. مورد قبول عموم باشد.
2. بادوام باشد.
3. استفاده از آن آسان بوده و قابل تقسیم به قسمت‌های کوچکتر باشد.
4. دارای ارزش ثابت باشد.
5. تولید آن محدود باشد.

## انواع پول
در بیشتر تاریخ پول مورد استفاده در تمامی کشورهای دنیا، پول کالایی بوده‌است. حال آنکه اکنون در تمامی کشورهای دنیا پول فیات مورد استفاده قرار می‌گیرد.

### پول کالایی
در این نوع پول هر کالایی می‌تواند مورد استفاده قرار گیرد. کالاهای رایج مورد استفاده فلزات نایاب مانند طلا و نقره یا مس بوده ولی گاهی مواد دیگری نظیر مواد غذایی، سنگ، سیگار و غیره نیز مورد استفاده قرار گرفته‌اند.

### پول بی‌پشتوانه
پول بی‌پشتوانه (پول فیات) پولی است که فاقد هرگونه ارزش ذاتی بوده و ارزش آن تنها وابسته به حکومت است. در این نوع سیستم با از بین رفتن حکومت پول ضرب شده توسط آن حکومت نیز بی‌ارزش می‌شود. در زمان قدیم پول تمامی کشورها معمولاً به فلزات گران‌بها نظیر طلا و نقره متصل بود؛ ولی بعد از لغو یک‌جانبه پیمان برتون وودز از سوی آمریکا در سال ۱۹۷۱، در تمامی کشورهای دنیا پول مورد استفاده پول بی‌پشتوانه است. به‌طور مثال در پشت اسکناس‌های دلار آمریکا نوشته شده‌است که این پول legal tender است که معنی آن این است که قبول نکردن این پول برای مبادلات، غیرقانونی می‌باشد.
پول بی‌پشتوانه دارای این برتری نسبت به پول کالایی است که در صورت مخدوش شدن آن دولت صادرکننده پول هنوز آن را قبول می‌کند. به‌طور مثال می‌توان اسکناس دارای پارگی را با اسکناس نو تعویض نمود ولی مشابه چنین کاری در مورد پول کالایی وجود ندارد.

### مسکوکات
مسکوکات در واقع پول ضرب شده توسط حکومت می‌باشد که می‌تواند به صورت سکه یا اسکناس باشد.

### پول بانکی
پول بانکی پولی است که در یک حساب بانکی بوده و قابل برداشت از شعب بانک یا دستگاه‌های خودپرداز است. در تقریباً تمامی بانک‌های دنیا بانک از نظام بانکداری ذخیره کسری استفاده می‌کند که در آن بانک تنها بخشی از سپرده‌ها را به عنوان ذخیره نگه می‌دارد. پول بانکی دارای این تفاوت با پول مسکوک است که اولاً به صورت غیر فیزیکی بوده و تنها یک عدد در دفترچه حساب صاحب حساب است و ثانیاً اینکه در صورت از بین رفتن آن مؤسسه بانکی، پول ذخیره شده در آن نیز از بین می‌رود. سیستم بانکداری ذخیره کسری دارای خطرات تورمی زیادی است زیرا در هر بار پول جدیدی به پول در گردش هر کشور اضافه می‌شود. در تمامی کشورها بانک مرکزی میزان ذخیره مورد نیاز بانک را مشخص می‌کند.
پول در گردش هر کشور معمولاً مجموع پول مسکوک و پول درون حساب‌های بانکی است.
- تعریف پول فدرال:

از اقسام پول بانک است که برای مصارف فدرال خرج می‌شود.
- تعریف پول فدرال سجلّ شده:

از اقسام پول فدرال است که صرفاً جهت مصرف مشخصّی هزینه شده باشد.
- تعریف پول چرب:

پول سجل داری که به هیچ صورت قابل اختلاط با اقسام دیگر را ندارد و صاحب آن را از روی آن می‌شناسند پول چرب می‌نامند.
نکته:همانگونه که اثر انگشت همه یک منحصربه فرد است پول چرب هر شخص با شخص دیگر تفاوت محتوا دارد.
تذکر:منظور از اشخاص فقط اشخاص حقوقی می‌باشد.
- تعریف پول چیدمان:پولی که دولت جهت گسترش جایگاه‌های اداری هزینه می‌کند پول چیدمان نام دارد.

نکته:از اقسام پول فدرال است و بیشتر توسّط خزانه داری یا بانک مرکزی و با هماهنگی شورای عالی پول و اعتبار خرج می‌شود.

## مکتب‌های اقتصادی

### دیدگاه کلاسیک
پول فقط وسیله مبادله است؛ و این دیدگاه توسط آلفرد مارشال مطرح شد؛ که از حاصل ضرب سرعت گردش پول برابر ارزش تولیدات حاصل می‌شود.
مکتب راکفلر:
پول به ماهیّت پشتوانه بستگی دارد و فرقی با اینکه پشتوانهٔ آن خرج شده باشد ندارد.
مکتب دولت:
پول کالا است و خودش قابل خرید و فروش می‌باشد.
نکته:برای کسبه و تجّار مکتب راکفلر مناسب تر است و اشخاص حقوقی باید دیدگاه دولتی داشته باشند.
مکتب رومانیائی:
پول به صرافت شخصی هزینه می‌شود لذا می‌توان بر خرج کرد آن اشکال وارد کرد.
یادآوری:این مکتب هم‌اکنون هم در بین دستگاه‌های قضائی کشورهای مختلف پیروانی دارد و ابتدا اصل را بر صرافت صاحب پول گذاشته سپس برعملکرد او اشکال وارد می‌کنند.
مکتب مدرن:
بیشتر بین روشن فکران رواج دارد و به پایهٔ پولی جدا برای خزانه داری اعتقاد ندارند.
نکته:در این مکتب کل موجودی اجناس و کالاهای یک کشور را یکپارچه تصوّر کرده و اگر مثلاً یک مداد خریده باشند پول خود را در گسترهٔ تمام مدادهای یک کشور به حساب می‌آورند.
نکته:از بابت اقتصادی بسیار دید مناسبی است و همین باعث می‌شود به گسترهٔ اقتصادی دیگری مثل یک شخص حقوقی احترام بگذارند.
مکتب فدرال:
گسترهٔ اقتصادی را یک جامعهٔ آماری محسوب کرده و هزینه را به حساب احتمالات می‌گذارند.
تذکّر۱:در بازار این مکتب رواج ناخواسته ای دارد و هرگز فکر خود را برای پیچ و تاب‌های شکل‌گیری اقتصاد فردی خسته نمی‌کنند.
تذکّر۲:مرز بازار آزاد و سازمان یافته همین از پیش اندیشیده شدگی است که دولتمردان نهایت احترام را به دلیل رعایت آزادی‌های فردی به آن می‌گذارند.

### دیدگاه کینز
در دیدگاه کینز نقش بیشتری برای بخش دولتی در نظر گرفته شده‌است. این نوع تفکر در بعد از جنگ جهانی دوم در دنیا قدرت گرفت.
در این دیدگاه سه عامل برای تقاضای پول تعیین شده‌است:
1. انگیزه معاملاتی: مردم پول نگه می‌دارند تا فاصله و شکاف زمانی موجود میان دریافت درآمدهای خود و هزینه‌هایی را که موجب پرداخت می‌شوند را بپوشانند.
2. انگیزه احتیاطی پول: افراد به حوادث پیش‌بینی نشده مقداری پول خود را نگهداری می‌کنند.
3. انگیزه سفته‌بازی یا بورس‌بازی: مردم دارایی‌های خود را به صورت نقد یا اوراق قرضه نگهداری می‌کنند. اگر نرخ بهره پول افزایش یابد مردم کمتر تمایل دارند تا اوراق قرضه یا بورس‌بازی کنند و اگر نرخ بهره پول کاهش یابد مردم بیشتر تمایل دارند که پول خود را اوراق قرضه یا بورس‌بازی کنند.

در دیدگاه دولتی سفته خودش اسکناس به حساب می‌آید لذا برای نگهداری آن می‌توان در بانک حساب باز کرد.

### اقتصاد اتریشی
اقتصاد اتریشی معتقد به نقش بسیار کم برای دولت در مسائل اقتصادی است. در این نوع طرز فکر چرخه پول به این صورت است که وقتی بانک با پایین نگه داشتن بیش از حد بهره پول زیاد تولید کند اثرات حبابی ایجاد شده و پس‌انداز از بین می‌رود.